# 1741년
1741년은 일요일로 시작하는 평년이다.

## 연호
- 청(淸) 건륭(乾隆) 6년
- 일본(日本) 겐분(元文) 6년 / 간포(寛保) 원년
- 후 레 왕조(後黎朝) 까인흥(景興) 2년

## 기년
- 류큐(琉球) 쇼케이왕(尚敬王) 29년
- 청(淸) 고종 건륭제(高宗 乾隆帝) 6년
- 조선(朝鮮) 영조(英祖) 17년
- 후 레 왕조(後黎朝) 현종(顯宗) 2년

## 사건
- 8월 21일 - 독일 작곡가 게오르크 프리드리히 헨델, 오라토리오 《메시아》 작곡.
- 덴마크 탐험가 베링이 알래스카 발견.

## 탄생
- 1월 14일 - 미국의 독립 전쟁, 군인 베네딕트 아널드. (~1801년)
- 3월 13일 - 오스트리아 대공 겸 신성 로마 제국의 황제 요제프 2세. (~1790년)
- 4월 14일 - 일본의 제116대 천황 모모조노 천황. (~1762년)
- 5월 23일 - 이탈리아의 작곡가 안드레아 루케시.
- 6월 11일 - 조선의 실학자 이덕무. (~1793년)
- 10월 18일 - 프랑스의 군인 피에르 쇼데를로 드 라클로. (~1803년)

## 사망
- 7월 28일 - 이탈리아의 작곡가 안토니오 비발디. (1678년~)
- 12월 7일 - 중국 청나라 강희제의 이복 서얼 조카딸 고륜순희공주. (1671년~)